# Jo Alex
Josef August „Jo“ Alex, auch Joe Alex, Pseudonym Herbert Sand (* 23. Februar 1895 in Recht, Kreis Malmedy, Deutsches Reich; † 1973 in Berlin) war ein deutscher Jazz- und Unterhaltungsmusiker (Akkordeon, Altsaxophon, Klarinette), Arrangeur und Komponist. Vor allem wegen seiner wenigen Plattenaufnahmen erlangte er nicht die Bekanntheit des „Dreigestirns“ Will Glahé, Heinz Munsonius und Albert Vossen.

## Leben und Wirken
Alex spielte 1925–29 im Orchester von Dajos Béla, 1933 bei Robert Renard mit seinem Instrumentalia Tanz Orchester, ferner mit dem Sänger Robert Koppel. 1933 spielte er für das Plattenlabel Brillant einige Titel ein; ein Jahr später für Telefunken. Ab 1935 hatte er einen Vertrag bei Label Tempo, für das er als musikalischer Leiter unter dem Namen Tempo-Meister-Orchester oder Musette-Orchester aufnahm. Weitere Schallplatten entstanden für die Firma Lindström (Gloria), darunter „Harmonika Duette“ (u. a. mit Will Glahé). 1930 schrieb er die Filmmusik für Die große Sehnsucht (Regie Stefan Szekely), erschienen als Schallplatte mit dem Marek Weber Orchester. 
Als Akkordeonist nahm er mit eigener Band (Jo Alex mit seinen Solisten) in den frühen 1940er-Jahren für Tempo einige Schallplatten auf, wie „Es sind viele Jahre vergangen“ (#5087, mit Karl Golgowski, Gesang), „Ferner liefen“ (#5130) und „Sorgenbrecher“ (1942) von Heinz Munsonius. Er schrieb zahlreiche Kompositionen für Piano und Akkordeon wie „Ferien in Spanien“, „Lustiger Hamburger“ und „Alexander Boogie“. insgesamt 509 Titel, weitgehend unter dem Pseudonym Herbert Sand. Seine Arrangements waren weniger hot und swingend denn der folkloristischer Musik zugewandt; seine Instrumentierung ließ auch Flöte und Xylophon zum Einsatz kommen. Alex stand 1944 in der Gottbegnadeten-Liste des Reichsministeriums für Volksaufklärung und Propaganda.
Nach Kriegsende lebte Alex für kurze Zeit in Oberhausen, bevor er nach Kaldenkirchen zog und als Musiker und Komponist zunächst auf lokaler Ebene arbeitete. Im Jahre 1950 komponierte Alex das Lied "Hoch Kaldenkirchen" zu Ehren des Musikvereins Kaldenkirchen, welches bis heute als Stadthymne gesungen wird. 1951 ging er wieder nach Berlin, wo er u. a. für den Rundfunksender RIAS arbeitete. Joe Alex starb 1973 im Alter von 78 Jahren in Berlin und fand auch dort auf dem St-Michael-Friedhof seine letzte Ruhestätte.

## Publikationen (Auswahl)
- Gute alte Bekannte – 18 bekannte Lieder und Tänze für Akkordeon leicht bearbeitet ab 24 Bässe. Berlin, Meisel 1941[7]